# Rufus Wainwright
Rufus McGarrigle Wainwright, född 22 juli 1973 i Rhinebeck, New York, är en amerikansk-kanadensisk sångare, musiker och kompositör.

## Biografi
Wainwright är son till musikern Loudon Wainwright III och sångerskan Kate McGarrigle samt äldre bror till Martha Wainwright, halvbror till Lucy Wainwright Roche och systerson till sångerskan Anna McGarrigle. Han föddes i New York, men växte upp med sin mor i Montreal i Kanada, efter föräldrarnas skilsmässa då han var tre år. Han gick i skolor i både Montreal och New York under uppväxten.
Utöver sin karriär som internationellt verksam musikartist och låtskrivare har han med en viss klassisk musikskolning och stort operaintresse sedan ungdomen också skrivit musik för scenproduktioner och opera. För regissören Robert Wilson gjorde han musiken till Berliner Ensembles produktion Shakespeare's Sonnets utifrån ett urval av Shakespeares sonetter 2009. Samma år hade även hans första, Maria Callas-inspirerade, opera, Prima Donna urpremiär på Manchester International Festival (dock beställd av Metropolitan Opera) och har sedan producerats på ett flertal operahus internationellt, däribland på Kungliga Operan 2020. Hans andra opera, Hadrian, om kejsar Hadrianus, hade urpremiär på Canadian Opera Company i Toronto 2018.

## Privatliv
Wainwright är homosexuell och gift med Jörn Wiesbrodt. Paret har en dotter tillsammans med surrogatmamman Lorca Cohen, dotter till sångaren Leonard Cohen.

## Diskografi i urval
Studioalbum
- Rufus Wainwright (1998, DreamWorks)
- Poses (2001, DreamWorks)
- Want One (2003, DreamWorks)
- Want Two (2004, Geffen)
- Release the Stars (2007, Geffen)
- All Days Are Nights: Songs for Lulu (2010, Decca)
- Out of the Game (2012, Decca)
- Prima Donna (2015, Deutsche Grammophon)
- Take All My Loves: 9 Shakespeare Sonnets (2016, Deutsche Grammophon)

Livealbum
- Rufus Does Judy at Carnegie Hall (2007, Geffen)
- Milwaukee at Last!!! (2009, Decca)
- Rufus Wainwright: Live from the Artists Den (2014, Artists Den/Universal Music)

EP
- Waiting for a Want (2004, DreamWorks) – endast tillgänglig på Itunes
- Alright Already: Live in Montréal (2005, Geffen) – endast tillgänglig på Itunes
- Tiergarten (2007, Geffen)

Samlingsalbum
- Want (2005, DreamWorks/Geffen)
- House of Rufus (2011, Universal Music)
- Vibrate: The Best of Rufus Wainwright (2014, Universal Music)